# Ambulocetus natans
O Ambulocetus natans (baleia ambulante) é considerado, de acordo com a teoria da evolução, um dos primeiros cetáceos e um ancestral das baleias e golfinhos modernos. Ele viveu no Paquistão, durante o período Eoceno (nesse período, o Paquistão era uma área costeira).
A maioria dos paleontólogos pensa que o Ambulocetus poderia ter andado em terra, embora provavelmente fosse lento e desajeitado. Estruturas ósseas organizadas nos ossos da perna de Ambulocetus e uma conexão sólida entre sua pélvis e a base de sua coluna sugerem que ele poderia ter sustentado seu peso corporal em terra. Dito isto, a frequência com que o Ambulocetus viajou em terra não é clara. Enquanto em terra, seu cotovelo e joelho eram habitualmente flexionados e seus pés estavam solidamente plantados no chão, ao contrário dos mamíferos ungulados modernos, que ficam na ponta dos pés. Juntas, essas características anatômicas sugerem que o Ambulocetus frequentemente descansava com o peito no chão. Outra explicação para os suportes ósseos nos ossos da perna de Ambulocetus é que andava no fundo de rios e lagos, muito parecido com o hipopótamo moderno.
Apesar de pertencer ao grupo dos cetáceos (golfinhos e baleias), o ambulocetus era tão primitivo que ainda estava começando a evoluir para um animal aquático. O ambulocetus era carnívoro e provavelmente comia peixes. É possível que ele caçasse animais terrestres atacando-os de dentro da água, como um crocodilo. Podia nadar tanto em água doce quanto salgada.
Enquanto nadava, o Ambulocetus usava seus pés grandes como hidrofólio. Os pés provavelmente eram movidos por uma combinação de ondulações dorsoventrais da coluna (semelhante às oscilações dorsoventrais da cauda em cetáceos modernos) e movimentos de flexo-extensão no quadril, joelho e tornozelo. Embora Ambulocetus pudesse se locomover em terra e na água, é improvável que fosse muito rápido em qualquer substrato. Essas características são consistentes com um estilo de vida que envolvia perseguir grandes presas em águas rasas. Os crocodilos modernos podem ser os análogos ecológicos mais próximos do Ambulocetus: são predadores de emboscada que capturam animais que se afastam perto da água e pescam em águas rasas.
Embora não se pareçam com as baleias de hoje, seus crânios e, em particular, a região da orelha, se assemelham aos das baleias vivas e são diferentes de qualquer outro mamífero. Acredita-se também que eles foram capazes de beber água salgada como as baleias, e desenvolveram narinas que foram posicionadas mais para trás, até se tornarem os respiradouros que conhecemos hoje. As baleias movem suas caudas para cima e para baixo para nadar, ao contrário dos peixes que se movem para frente e para trás, de um lado para o outro. Isso se deve à sua espinha dorsal, que se move mais facilmente para cima e para baixo, uma possível conexão com sua herança ancestral. 
Características podem ser vistas no crânio do Ambulocetus indicam que ele poderia ouvir sons subaquáticos. A mandíbula inferior tem uma grande cavidade, que nas baleias dentadas modernas, abriga uma extensa almofada de gordura. Essa almofada de gordura canaliza o som do maxilar inferior até o ouvido, um sistema que funciona bem nas baleias dentadas modernas.